# Последнее лицо
«Последнее лицо» (англ. The Last Face) — американский драматический фильм режиссёра Шона Пенна. Премьера картины состоялась 20 мая 2016 года на Каннском кинофестивале.

## Сюжет
Фильм рассказывает об отношениях между директором международной гуманитарной организации и врачом гуманитарной помощи на фоне революции в африканской стране.

## В ролях
| Актёр              | Роль               |
| ------------------ | ------------------ |
| Шарлиз Терон       |                    |
| Хавьер Бардем      |                    |
| Жан Рено           |                    |
| Адель Экзаркопулос | Эллен              |
| Джаред Харрис      | доктор Джон Фарбер |